# Eduard Uvíra
Eduard Uvíra, född 12 juli 1961 i Opava, är en före detta tjeckoslovakisk ishockeyspelare.
Han blev olympisk silvermedaljör i ishockey vid vinterspelen 1984 i Sarajevo.